# 民兵
民兵（みんぺい、英: militia ミリシア）は、民間人で編成された軍隊のこと。
本来的には、平時においてその他の職業についている民間人が、緊急的な軍事要員として短期的な軍事訓練を受けた上で戦時において召集されたもので、正規の戦力である陸海空の軍隊とは区別されて考えられる。組織形態は多彩で、正規軍の一部であったり、戦争が勃発してから緊急的に編成されるものであったりと一概には言えない。ただし傾向としては、訓練期間は比較的短期間で、投入される費用も限定的であることなどがあげられる。

## 社会的基盤に応じた分類

### 地域共同体
伝統的原理として、臣民は祖国防衛のため主権者からの召集に応えねばならないとされており、地域共同体による民兵隊として組織されてきた。このような自警団・郷土防衛隊としての民兵は、現代に至るまで存在し続けている。

#### 中世
アングロサクソン時代のイギリスでは、16歳から60歳までの健康な自由人男子は地域のフュルドと呼ばれる武装集団に属することが義務付けられていた。この制度はノルマン・コンクエスト以降も維持され、イングランド王国では1181年の武装条例によって法制化された。同条例に基づき、巡回裁判官 (Justice itinerant) が武装保持の遵守状況を点検するとともに、武備が王への奉仕（service）のためであることを宣誓させた。当初、この武装集団（jurata ad arma）は国防と治安維持の両方を担っていたが、行政組織が発達すると適用される法および管轄裁判所の相違が生まれたことから、13世紀中に両機能の区別が意識されるようになり、このうち軍事機能を担うものが民兵（Militia）と称されるようになった。
イギリスに限らず、中世のヨーロッパにおいて住民の応召は軍隊編成の常道であり、一般庶民は所属する共同体経由で兵役に召し出された。ただしその参戦は攻撃戦ではなく防衛戦に限定されており、また当時の君主権が様々な奉仕の免除と制限の要請を伴う契約的性質を有するものであったことと、従軍義務者がその兵役を金銭により代替するという慣習的権利があったこともあり、14世紀頃には、臣民に兵役を課すかわりに税金を徴収し、その金銭によって傭った傭兵によって軍隊を編成することが主流になっていった。一方、傭兵隊は君主に常に忠実とは限らず（フリーカンパニー）、作戦が終了して解雇されると野盗化する危険があるなど問題も多かった。この問題を克服するため各国は常備軍の編成を志向し、フランス王国では政府の直轄下で弓兵よりなる民兵組織 (Franc-archer) が設立されたものの、広く普及することはなかった。

#### 近世・近代

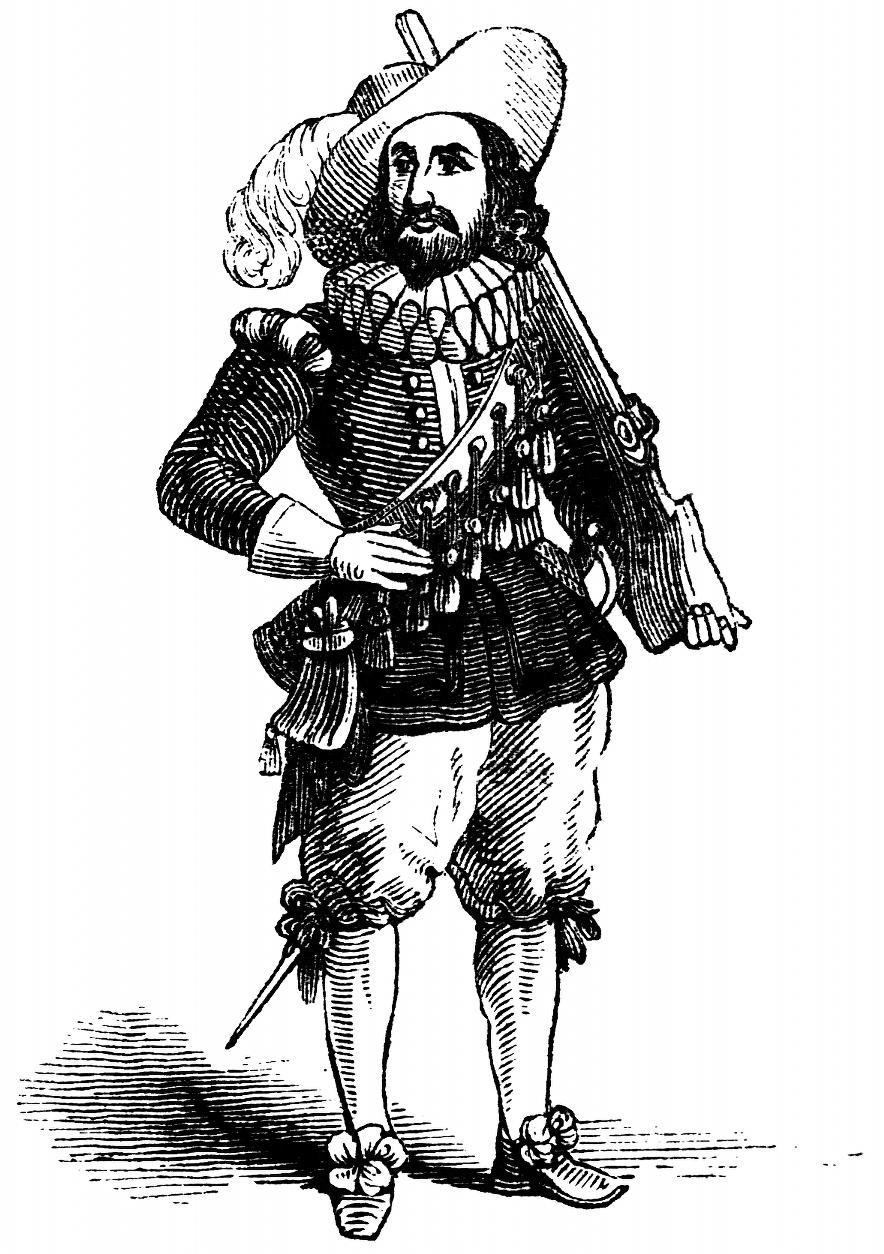
17世紀のイングランド民兵

16世紀には、地域共同体に依拠する民兵の臨時的性格を克服して半常備軍化することが試みられ、ニッコロ・マキャヴェッリを始めとする知識人の世界において大好評を博した。しかしその代償として多大な財政支出や臣民への政治的特権の提供が必要となることから、17世紀頃には、政府にとっての負担が利点に見合わないとみなされるようになっており、18世紀に入ると、特に西ヨーロッパでは民兵という制度はほとんど瀕死の状態に陥っていた。フランス革命戦争において出現した徴兵制度による国民軍は、部分的には民兵隊の伝統を引き継いでいたものの、動員人数が圧倒的に巨大であり、また常備軍の補完ではなく主力として運用されるという点で、伝統的民兵隊とは決定的に異なっていた。
一方、イギリスにおいては、憲政上の歯止めによって民兵は常備軍の代替として外征に投入されることはなく、戦時に祖国の防衛のために限って動員される存在としてあり続けていた。イギリスによるアメリカ大陸の植民地化が進むと、植民地時代のアメリカ合衆国でも民兵隊が組織されたが、イギリス本国の政治文化を踏まえつつ、アメリカ独自の発展を遂げていった。ボストン茶会事件を契機として本国政府と植民地との緊張が高まるにつれて、これらの民兵隊は政治団体としての性格を帯び、独立戦争では多くが大陸軍として連合した。
独立後のアメリカ合衆国でも、連邦の正規軍とともに民兵隊も国防のために必要とされてこともあって、合衆国憲法修正第二条において武装権が法制化された。植民地政府を引き継いだ州政府が民兵隊（州兵）を管轄したものの、州民からの民兵訓練などへの不評のために地域共同体に依拠する民兵組織としては形骸化していったが、その後の南北戦争での経験を踏まえ、連邦政府による統制が強化される形で再興された。また名称も、フランス革命の際に結成された「国民衛兵」（Garde Nationale）にちなんでナショナル・ガード（National Guard）と改称されていき、1916年に制定された国防法（NDA）によって法制化された。

#### 現代

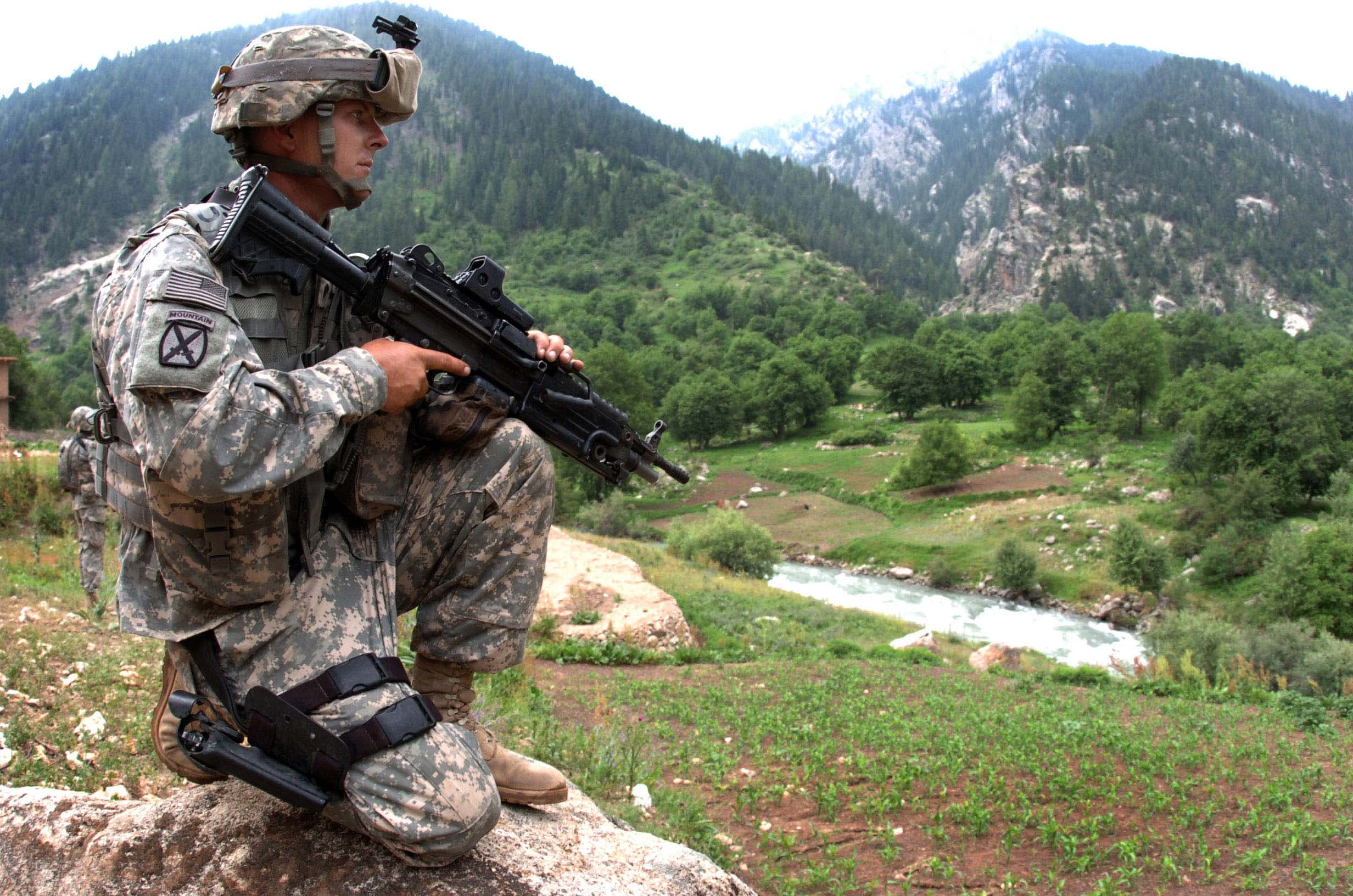
アフガニスタンにて、M249軽機関銃を携えたインディアナ陸軍州兵

現代のアメリカ合衆国において、民兵は連邦政府による召集（federalization）を予定する州兵とそうではない部分に分けられ、前者は"organized militia"、後者は"unorganized militia"と呼ばれる。連邦法では州兵のみを前者として扱うが、各州の州法では州防衛軍も前者に含めている場合が多い。
アメリカ以外にも、常備軍を補完する公的な民兵制度を備えている国は少なくない。特に無政府状態においてはしばしば自警団としての民兵が組織されるが、国家としても、政府軍で不足する作戦遂行能力を補完するためにこれを支援する場合もある。このような民兵は自衛の範囲を超えて攻撃的に運用されることもあるが、国家からの援助を受けることで地域共同体との結びつきが弱まっている場合、規律が緩んで戦争犯罪を犯すリスクや、場合によっては独立した行為体として、国家存立を脅かすリスクも生じる。

### その他の非国家主体
地域共同体と隣接あるいは重複して、宗教団体や部族・氏族もしばしば民兵組織を保有し、伝統的に地域の治安確保や問題解決に貢献してきた。また伝統的な社会集団と無関係に、労働組合や警備会社を基盤として自警団的な民兵組織が結成される場合もある。
政治団体が民兵組織を保有する場合もある。特に反政府勢力の民兵については、ゲリラという概念との隣接あるいは重複が指摘される。一方で、元来は自警団として創設された民兵組織が政治化する例も多い。アラブ世界などでは、非合法・超法規的な民兵組織・暴力的集団が治安部隊の別働隊として組織されている場合がある。
アメリカ合衆国の場合、地域共同体を基盤とする民兵組織は、上記のように植民地政府から州政府へと引き継がれたのちに州兵として回収され、民間武装勢力としての性格は希薄になっていったが、これを補うように、1990年代には政府からの自由を保障するための民間武装勢力の創設運動が広まった。これは1992年8月のアイダホ州ルビーリッジにおける白人至上主義・孤立主義者（ウィーバー一家）に対する法執行（ルビーリッジの悲劇）や1993年4月のテキサス州ウェーコにおけるブランチ・ダビディアンに対する法執行（ウェーコの悲劇）を連邦政府の専横と捉えた白人至上主義者が主体となっており、頂点を迎えた1995年から1996年には団体数にして800個に達したものの、オクラホマシティ連邦政府ビル爆破事件の犯人がそのような団体の構成員であったことから、危険団体とみなされるようになり、減少に転じていった。ただしバラク・オバマがアメリカ合衆国大統領に就任した2008年からは、民兵組織の数は再び増加し始めており、2008年以前は約43個であったのに対し、2011年には334個となった。
更には、上記のように公権力と対立する民間武装勢力と重複して、犯罪組織が保有する武装集団についても民兵と称されることもある。

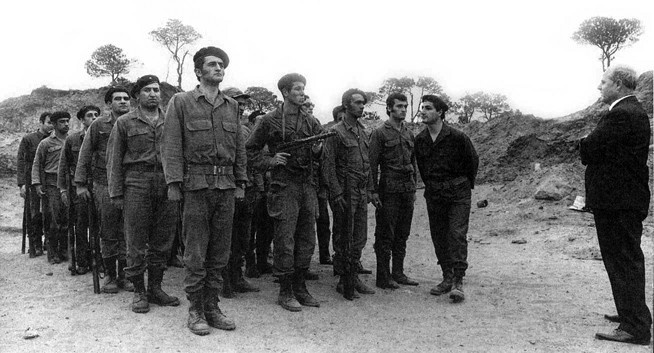
レバノン内戦中の民兵組織「カタエブ」の訓練風景。典型的なレバノンの軍閥であり、民兵は国軍兵士同様に戦闘服と軍靴、ベレー帽を着用している。
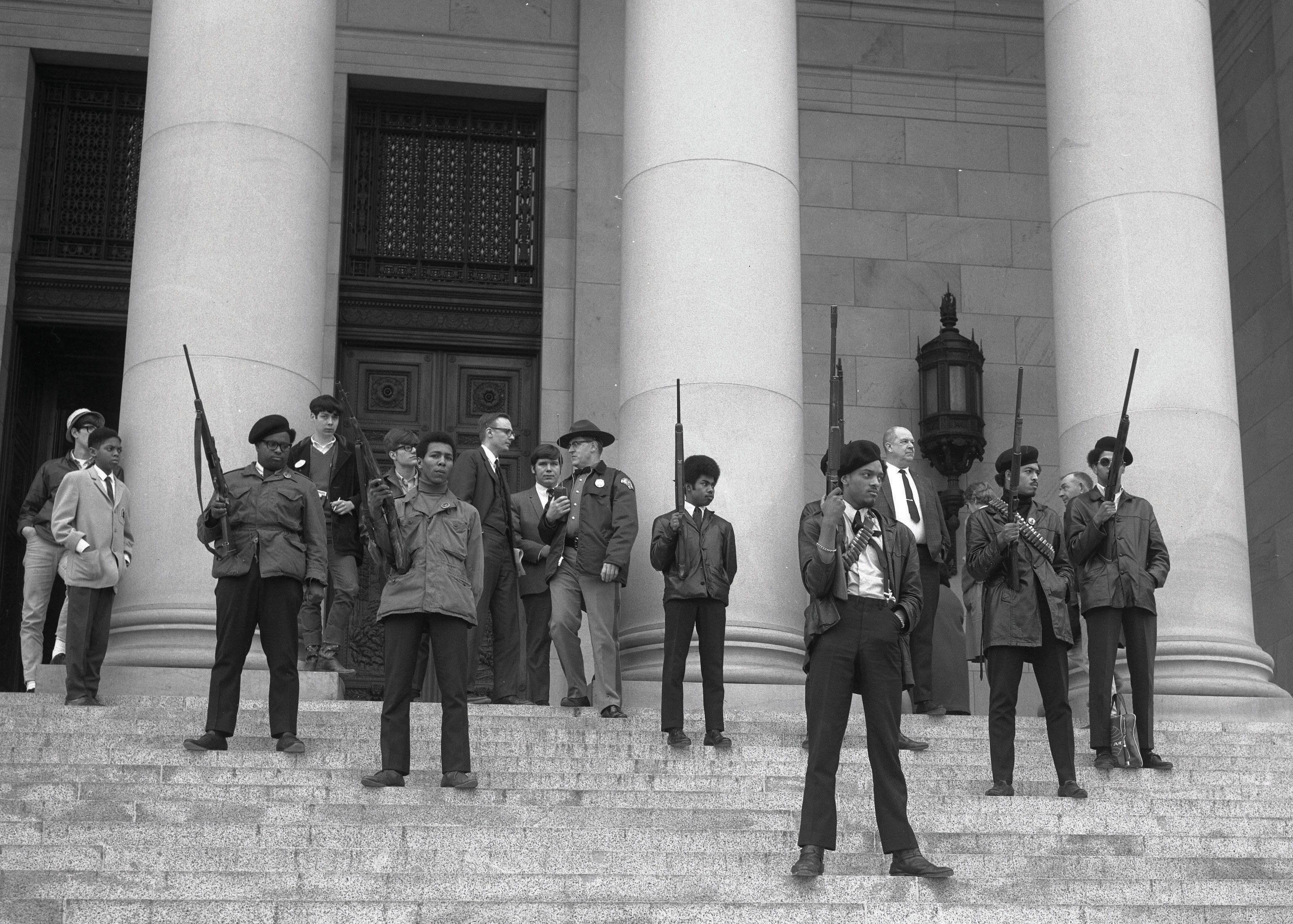
アメリカの黒人民族主義団体（ブラックパンサー党）の民兵。戦闘服ではなく私服を着用し、散弾銃やボルトアクション小銃で武装している。
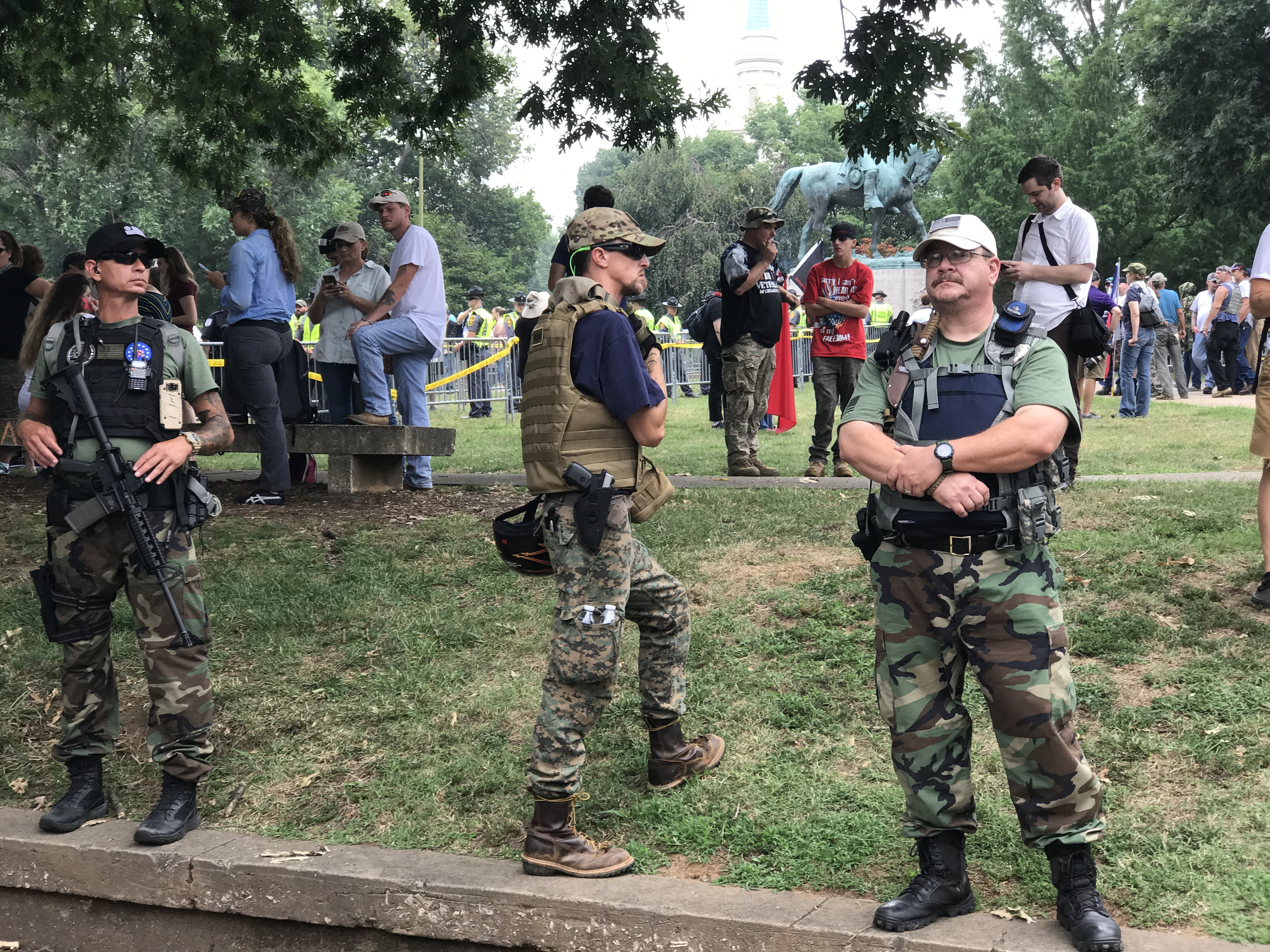
アメリカの極右民兵組織「スリーパーセンターズ」の構成員

## 武力紛争法上の地位
ハーグ陸戦条約・捕虜条約では、民兵隊や義勇隊、組織抵抗運動団体などの名称にかかわらず、各国の正規軍隊にも共通する下記のような特徴を備えていれば、不正規軍隊の構成員であっても武力紛争法上の戦闘員としての資格を認めている。
- 紛争当事者に属していること
- 部下について責任を負う指揮官が存在していること
- 遠くからでも判り易い固着の特殊徽章を着用していること
- 公然と武器を携帯すること
- 武力紛争法を遵守すること

また他国の侵略に対して、正規あるいは不正規軍隊として組織化する暇もなく、地域住民が自発的に抵抗する場合も、群民兵として戦闘員としての資格が認められる。この場合、軍隊を編成する時間がない状況を鑑みて、不正規軍隊であれば求められるような指揮官の存在や特殊標章着用といった組織性に関する条件は求められない。

## 現代民兵の例

### 公的制度
- 州兵、州防衛軍

州兵と州防衛軍は、いずれもアメリカ合衆国の州の軍事組織ではあるが、前者は必要に応じて連邦政府の指揮下に入り、国外への派遣も行われるため、連邦軍の予備役部隊としての側面も強い。
- 郷土民兵隊（スペイン語版、英語版）
- 大韓民国郷土予備軍
- 労農赤衛隊
- 中国民兵
- ノルウェー郷土防衛隊
- スウェーデン郷土防衛隊
- デンマーク郷土防衛隊
- ウクライナ領土防衛隊
- ベラルーシ領土防衛隊（ベラルーシ語版、ロシア語版）
- エストニア防衛連盟
- ラトビア国家警備隊（ラトビア語版、英語版）
- リトアニア国防義勇軍（リトアニア語版、英語版）
- カザフスタン領土防衛隊（ロシア語版、英語版）
- ポーランド領土防衛軍（ポーランド語版、英語版）

### 非国家主体
- インテラハムウェ
- コロンビア自衛軍連合
- 市民行動サービス
- ジャンジャウィード
- 楯の会
- 突撃隊・親衛隊
- 独島義勇守備隊
- ハガナー
- フーシ派武装組織
- ムジャーヒディーン
- ワ州連合軍
- （レバノン内戦中の諸勢力）
  - ヒズボラ
  - 南レバノン軍
  - レバノン軍団